# Sinagoga Coral de Vílnius
La Sinagoga Coral de Vílnius (en lituà: Vilniaus choralinė sinagoga) és l'única sinagoga de Vílnius a Lituània que encara està activa. Les altres sinagogues van ser destruïdes durant la Segona Guerra Mundial, quan Lituània va ser ocupada per les tropes del Tercer Reich. L'edifici va ser construït l'any 1903, en un estil mudèjar. El temple va sobreviure tant a l'Holocaust com al règim soviètic en aquesta ciutat que en el passat va arribar a tenir més de 100 sinagogues.